# Přehradní nádrž

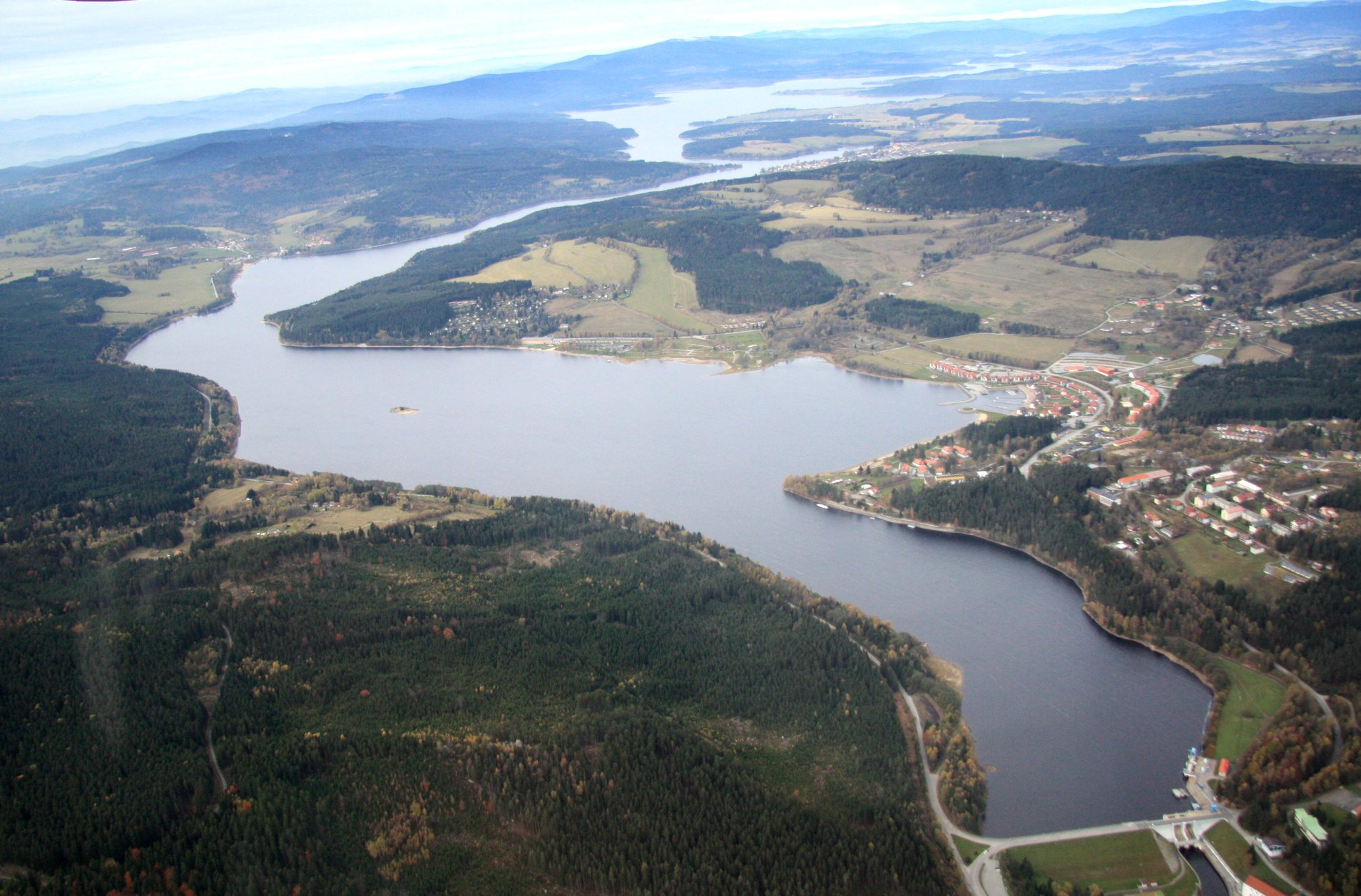
Vodní nádrž Lipno

Přehradní nádrž neboli přehrada je vodní nádrž, která vzniká umělým přehrazením údolí s vodním tokem přehradní hrází. Slouží k zásobování vodou, výrobě elektrické energie, ochraně před povodněmi, vyrovnávání průtoků, okrajově k rekreaci, vodním sportům, rybolovu aj.
Rozdíl mezi rybníkem a přehradní nádrží spočívá ve způsobu (nebo převažujícím způsobu) využití obou typů vodních nádrží. Rybník, jak už z názvu vyplývá, slouží k chovu ryb a ostatní funkce, jako například retence vody a rekreace jsou jen okrajové nebo nejsou primární. Přehradní nádrž má naopak, v závislosti na důvodu vybudování, především účely vodárenské, energetické, retenční, závlahové, a jen okrajově pak je využívána k rekreaci, rybářství atd. Rybník bývá zpravidla mělčí a má menší rozlohu. Například Staňkovský rybník je však hluboký až 14 m a vodní nádrž Harcov je hluboká jen 13 m; či plocha rybníka Rožmberk je 489 ha, zatímco vodní nádrž Římov má plochu ani ne poloviční - 210 ha.

## Vodní doprava
Vodní doprava přes přehrady je umožněna pomocí plavební komory, lodního výtahu nebo jeřábu pro lodě nebo obdobných transportních zařízení.

## Historie

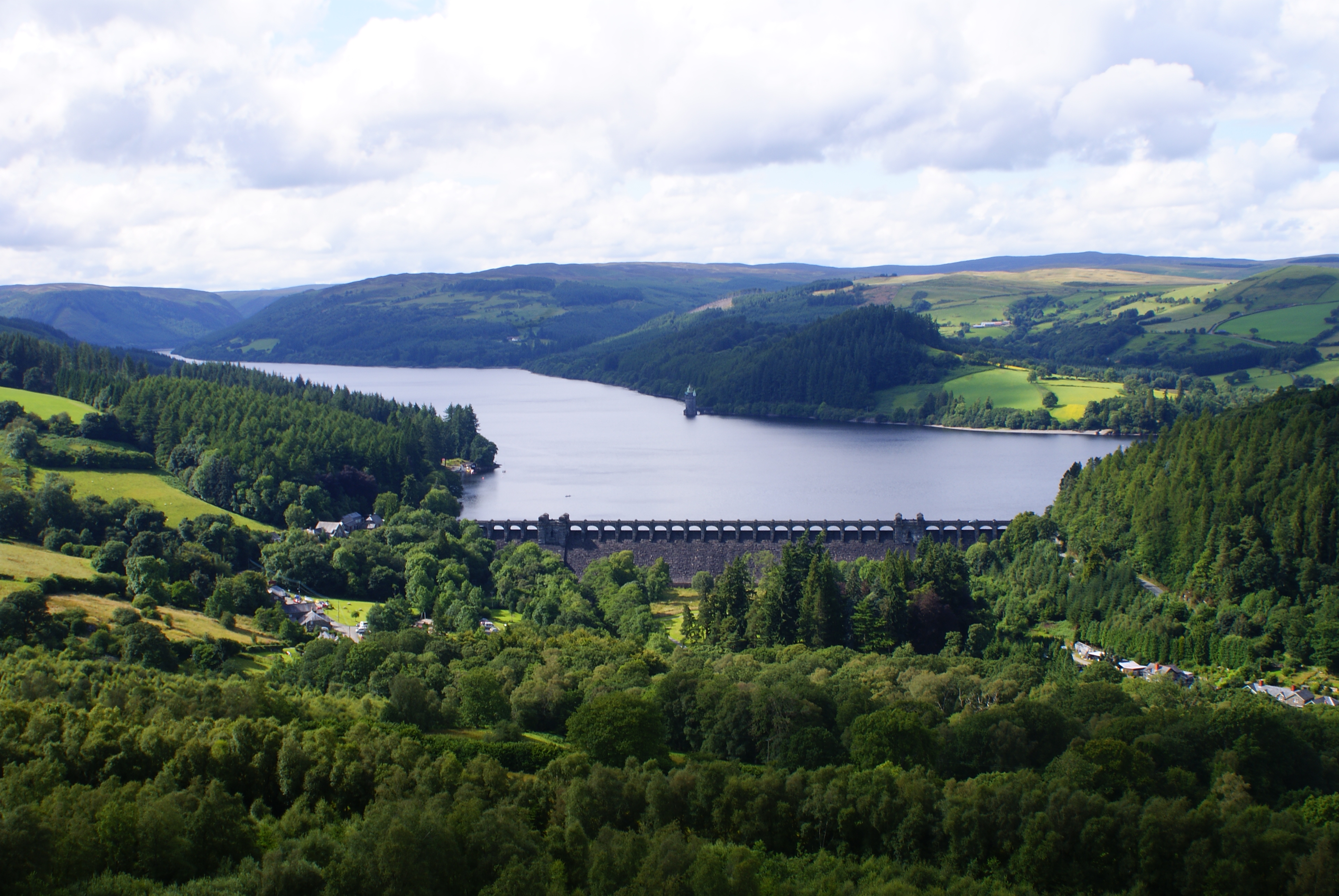
Celkový pohled na vodní nádrž Vyrnwy ve Walesu

První přehrady se datují od časů starých Egypťanů před 5000 lety, kdy faraon Menes postavil hliněnou přehradu na řece Nilu. Historie moderních přehrad se odvozuje od Hooverovy přehrady na řece Colorado v USA postavené roku 1936. Nádrž, kterou tato přehrada tvoří, se rozkládá na ploše 639 km². Od té doby byly na řece Colorado vystavěny další 4 přehrady.

## Největší přehrady ve světě
Největší nádrž co do objemu zadržované vody, Kariba na řece Zambezi, 180,6 km³. Někdy se jako největší nádrž uvádí Viktoriino jezero s objemem 2 760 km³, v tomto případě ovšem jde o kombinaci jezera a přehradní nádrže. Podobně je tomu u plochy nádrže, kdy největší plochu má nádrž na řece Volta v Ghaně (8 482 km²), ale Viktoriino jezero má plochu 68 870 km².

## Největší přehrady v Česku
Orlík má z českých nádrží největší objem zadržované vody 703,8 mil. m³. Plochou vodní hladiny (48,7 km²) jej však překonává nádrž přehrady Lipno I.